# Dubovsko
Dubovsko (szerbül: Дубовско) szerb falu Bosznia-Hercegovinában, Bihács községben, a Bosznia-hercegovinai Föderáció Una-Szanai kantonjában. 

## Fekvése
Bihács központjától légvonalban 18, közúton 20 km-re délkeletre fekszik.

## Népessége
| Nemzetiségi csoport | Népesség 1991 | Népesség 2013 |
| ------------------- | ------------- | ------------- |
| Szerb               | 47            | 0             |
| Bosnyák             | 0             | 0             |
| Horvát              | 5             | 0             |
| Jugoszláv           | 2             | 0             |
| Egyéb               | 0             | 0             |
| Összesen            | 54            | 0             |